# خليل شحادة
خليل شحادة ممثل أردني .

## عن حياته
له العديد من الأعمال التلفزيونية وفي مجال دوبلاج الرسوم المتحركة .

## أعماله

### في المسلسلات
- وضحا و ابن عجلان
- رأس غليص (الجزء الأول)
- عرس الصقر
- السيف والوصية

### في الدوبلاج
- حماة الكواكب
- أليس في بلاد العجائب - الجزء الثاني

## روابط خارجية
- خليل شحادة على موقع قاعدة بيانات الأفلام العربية